# Les dialoguistes
Les dialoguistes ("Os Dialogadores") designa uma facção dentro do establishment político e militar argelino durante a guerra civil daquele país, que a partir de 1992 opôs os rebeldes islamistas contra um governo militar instalado. Distinguiram-se dos les éradicateurs, a tendência linha-dura dentro da elite política e de segurança que não via espaço para compromissos com os políticos islamistas, julgando que as organizações militantes deveriam ser eliminadas pela força, e se recusavam a negociar com os seus representantes.
Les dialoguistes preconizavam um diálogo com a oposição islamista representada pela Frente Islâmica de Salvação, na medida em que estivesse "disposta a aceitar as regras do jogo democrático e condenar toda violência, de onde quer que ela venha".
Apoiada pela maioria dos partidos da oposição, notadamente na Plataforma de Sant'Egidio de 1995, a facção dialoguiste acabou ganhando vantagem e a presidência de Abdelaziz Bouteflika (1999-2019) foi marcada por anistias e tentativas de atrair os islamistas de volta à política constitucional.